# Chula, Missouri
Chula, Missouri (енгл. Chula) град је у америчкој савезној држави Мисури.

## Демографија
По попису из 2010. године број становника је 210, што је 12 (6,1%) становника више него 2000. године.
| Група             | 2000.       | 2010.       |
| Белци             | 196 (99,0%) | 195 (92,9%) |
| Афроамериканци    | 0 (0,0%)    | 1 (0,5%)    |
| Азијати           | 0 (0,0%)    | 2 (1,0%)    |
| Хиспаноамериканци | 0 (0,0%)    | 11 (5,2%)   |
| Укупно            | 198         | 210         |